# Nils Sigfrid
Nils Johnsson Sigfrid (i riksdagen kallad Sigfrid i Solvik), född 15 februari 1868 i Emmislöv, död 1 april 1921 i Knislinge, var en svensk företagare och politiker (liberal).
Nils Sigfrid, som var son till en bonde, började arbeta som bodbiträde vid fjorton års ålder och fortsatte sedan i handelsbranschen, slutligen som grosshandlare i Stockholm 1896–1899. Han blev därefter disponent vid Knislinge skofabrik 1899 och grundade år 1917 AB Knislingeverken, vars direktör han förblev till 1921.
Han var riksdagsledamot i andra kammaren 1915–1917 för Kristianstads läns nordvästra valkrets samt i första kammaren för Kristianstads läns valkrets den 12 januari–31 december 1920. I riksdagen tillhörde han, som kandidat för frisinnade landsföreningen, liberala samlingspartiet. Han engagerade sig bland annat i bostadspolitiska frågor.